# Björinge naturreservat
Björinge naturreservat är ett naturreservat i Norrtälje kommun i Stockholms län.
Området är naturskyddat sedan 1999 och är 53 hektar stort. Reservatet omfattar en höjd och våtmark vid sydvästra delen av Storsjön. Reservatet består av barrblandskog tallskog och sumpskog.